# Уокер, Скотт (певец)
Скотт Уо́кер (англ. Scott Walker; настоящее имя — Ноэл Скотт Энгел, англ. Noel Scott Engel; 9 января 1943, Гамильтон, Огайо — 22 марта 2019, Лондон) — американо-британский певец, поэт-композитор, музыкальный продюсер, бывший участник популярной группы «The Walker Brothers». 
Скотт Уокер, родившийся и выросший в США, получил широкое признание в Великобритании, где его первые четыре сольных альбома вошли в топ-10 чарта. Уокер с 1965 года проживал в Соединенном Королевстве, а в 1970 году он принял британское подданство.

## Биография

### Начало карьеры
Скотт Уокер ещё в юном возрасте (конец 50-х годов) появлялся на телевидении в программе Эдди Фишера, под своим настоящим именем и позиционировался[кем?] как «идол» подростковой аудитории, по образу и подобию других молодёжных звезд того времени. Уокер умел играть на бас-гитаре и играл достаточно профессионально для своего юного возраста, так что мог выполнять работу сессионного музыканта в Лос-Анджелесе.

### «The Walker Brothers»
После участия в нескольких группах Скотт Уокер вместе с Джоном Уокером (настоящее имя Джон Маус) и Гери Уокером (настоящее имя Гери Лидс) в 1964 году организовал трио The Walker Brothers в Лос-Анджелесе. Инициатором переезда в Лондон явился Лидс, незадолго до этого гастролировавший по Великобритании с Пи Джей Проби.
The Walker Brothers появились в столице Соединённого Королевства в начале 1965 года и незамедлительно приобрели там популярность как исполнители поп-баллад. Их первый сингл, «Pretty Girls Everywhere» с Джоном Маусом в качестве основного вокалиста пополз вверх по таблице синглов. Следующая композиция «Love Her», которую глубоким баритоном исполнил Скотт Уокер, сразу же попала в чарт синглов. Новыми «бродячими» исполнителями из США заинтересовались представители звукозаписывающей компании Philips.
Следующий сингл The Walker Brothers, «Make It Easy on Yourself» — баллада Берта Бакарака/Хэла Дэвида — попал на первое место чарта Британии и на шестнадцатое место в США в августе 1965 года. После ещё одного попадания — «My Ship Is Coming In» (#3 UK,#13 U.S.), «братья» снова отметились на первом месте британского списка с синглом «The Sun Ain’t Gonna Shine Anymore» в начале 1966; и вскоре после этого число участников их фан-клуба превысило контингент фанов группы The Beatles, что конечно же не свидетельствует о большей популярности The Walker Brothers на тот момент. Тем не менее трио, и Скотт Уокер в особенности, приобрели статус «поп-звёзд».
Затруднение было лишь в том, как создать приличный репертуар. Что касается музыкальной подачи материала: использовали технику «стены звука», предложенную Филом Спектором в 60-е годы, с участием симфонического оркестра, с привлечением лучших британских музыкантов и аранжировщиков.
В третьем студийном альбоме группы, Images, преобладают баллады. Музыкальное влияние Джона Мауса на стиль The Walker Brothers к этому времени закончилось — он исполнил только соло-стандарт «Blueberry Hill» и одну композицию собственного сочинения. Творческие разногласия и нервозность в коллективе, связанная с постоянным пребыванием на публике привели к распаду трио в 1967 году, однако в следующем году The Walker Brothers собрались вместе ненадолго на время гастролей в Японии. Последние два сингла группы «Stay with Me Baby» и «Walking in the Rain» привели поклонников и критиков в замешательство своим старомодным звучанием. Низкие места синглов в чарте послужили поводом к новому распаду.
Находясь на гастролях в Японии, Скотт Уокер стал продюсером японской рок-группы The Carnabeats с Джоном Уокером в качестве вокалиста. После возвращения из Японии Скотт спродюсировал соло-альбом джазового гитариста Терри Смита, а также джазового саксофониста Рэя Уорли. Согласно книге «Несбыточная мечта: История Скотта Уокера и „Уокер Бразерс“», альбом Рэя Уорли, записанный 13 декабря и выпущенный в следующем году, имел мало общего с эзотерическим прогрессив-джазом, в который в то время «въезжал» Скотт Уокер; в результате получилась средненькая музыка для удовольствия вместо джаз-фьюжна. В 1968 Скотт Уокер был также продюсером соло-сингла Джона Мауса «Woman.»

### Сольное творчество
Скотт Уокер сбросил с себя «обноски» The Walker Brothers и занялся сольным творчеством в стиле, проблески которого были видны уже в последнем коллективном альбоме Images. К собственным сочинениям певец добавил довольно дерзкие кавер-версии песен знаменитого бельгийского исполнителя Жака Бреля, тексты которых перевел на английский язык Морт Шуман (он также несёт ответственность за популярный мюзикл «Жак Брель жив-здоров и обретается в Париже»). Влияние Бреля на творчество Скотта Уокера того времени, разумеется, заметно, однако его не следует преувеличивать.
В 1968 году Уокер занялся серьёзным изучением современной и классической музыки; также он побывал в монастыре Куорр Эбби на острове Уайт, где изучал григорианское пение. Его исполнительский стиль стал дрейфовать в сторону немецких лидов и других классических музыкальных моделей.
Ранняя сольная карьера Скотта Уокера успешно развивалась в Великобритании. Его первые три альбома, Scott (1967), Scott 2 (1968) и Scott 3 (1969), очень хорошо раскупались и занимали высокие места в чартах. Однако концентрированное внимание на персоне певца начинало негативно сказываться на его эмоциональном состоянии. Он стал замыкаться в себе и отдаляться от своей аудитории.
В его творчестве наряду с его привычным образом исполнителя репертуара для подростков стали появляться более своеобразные, порой мрачноватые, мотивы, заметные уже в альбоме Images группы The Walker Brothers (композиция «Orpheus»). Уокер умело сбалансировал классические баллады, песни собственного сочинения и произведения Жака Бреля. На пике славы Скотт Уокер вел свою программу на BBC, записи которой сохранились не полностью, так как не всегда создавались архивы программ. Грампластинка Scott Walker Sings Songs from his TV Series содержит в себе записи, сделанные именно на этой программе.
Скотт Уокер выпустил свой пятый сольный альбом, Scott 4, в 1969 году. На этот раз все композиции, представленные на этой работе, были собственными сочинениями певца; кавер-версии песен Бреля остались в прошлом. Альбом не попал в чарты. Бытовало мнение, что это произошло из-за того, что он был выпущен под настоящим именем исполнителя — Noel Scott Engel. Все последующие переиздания материала проходили под сценическим именем певца.
В начале 70-х годов Скотт Уокер записывал популярные песни из кинофильмов и песни в стиле кантри-энд-вестерн. В альбомах The Moviegoer (1972), Any Day Now (1973), Stretch (1973), и We Had It All (1974) нет песен, сочиненных самим Уокером. В книге «Человек 30-го века» певец назвал эти годы «потерянными».

### Воссоединение «The Walker Brothers»
Музыканты The Walker Brothers собрались вновь в 1975 году, возможно из-за того, что почувствовали необходимость во взаимной поддержке. Их первым синглом, взлетевшим на 7-е место британского чарта, стала версия песни Тома Раша, «No Regrets». Однако альбом под тем же названием добрался лишь до 49-го места в Великобритании. Следующие два сингла, «Lines» и «We’re All Alone», из альбома 1976 года Lines не попали в чарт. Интересно, что Скотт Уокер считает «Lines» лучшим синглом за всю карьеру группы.
При все более нависающей угрозе банкротства над звукозаписывающей компанией, The Walker Brothers принялись за работу, кардинально отличающуюся от их работ 70-х годов, ориентированных на музыку кантри. Результатом стал альбом Nite Flights, вышедший в 1978 году и вызвавший статистические отчеты о низком уровне его продаж. Музыкальные критики, напротив, высоко оценили этот материал, особенно вклад в него Скотта Уокера. Первые четыре композиции, «Nite Flights», «The Electrician», «Shut Out», и «Fat Mama Kick» принадлежали перу Скотта Уокера, последние четыре были сочинены Джоном, две песни в середине альбома сочинил Гери. Группа отдалилась от формата «мидл-ов-зе-роуд» (легкая музыка, оркестровые баллады, смут-джаз, софт-рок, квайет-сторм). Экстремально мрачное и вызывающее неосознанное беспокойство звучание — особенно это относится к песне «The Electrician» — стало прообразом будущего стиля Скотта Уокера.
Что касается группы — она распалась в 1978 году окончательно.

### Возвращение к сольному творчеству
Творческая активность Скотта Уокера начиная с конца 70-х годов была спорадической. 
В 1981 году интерес к его работам подстегнул альбом-компиляция Fire Escape in the Sky: The Godlike Genius of Scott Walker, содержащий произведения Скотта Уокера, отобранные популярным в то время исполнителем Джулианом Коупом из группы The Teardrop Explodes. Этот альбом попал на 14-е место независимого чарта Великобритании. 

С того времени Скотт Уокер выпустил четыре альбома: Climate of Hunter в 1984, Tilt в 1995, The Drift в 2006 — этот альбом стал одним из наиболее высокооцененных музыкальными критиками альбомов 2006 года, и Bisch Bosh в 2012 году.
Скотт Уокер скончался на 76 году жизни в Лондоне, 22 марта 2019 года. Об этом сообщила звукозаписывающая компания 4AD тремя днями позже, сообщив, что музыкант скончался от рака.

## Дискография

### Студийные альбомы

#### Сольные альбомы
- 1967 — Scott
- 1968 — Scott 2
- 1969 — Scott 3
- 1969 — Scott: Scott Walker Sings Songs from his TV Series
- 1969 — Scott 4
- 1970 — Til the Band Comes In
- 1972 — The Moviegoer
- 1973 — Any Day Now
- 1973 — Stretch
- 1974 — We Had It All
- 1984 — Climate of Hunter
- 1995 — Tilt[11]
- 2006 — The Drift[12]
- 2012 — Bish Bosch[13]

#### В составе «The Walker Brothers»
- 1965 — Таке It Easy With The Walker Brothers
- 1966 — Portrait
- 1967 — Images
- 1975 — No Regrets
- 1976 — Lines
- 1978 — Nite Flights